# Céu Azul
Céu Azul é um município brasileiro localizado na região oeste do estado do Paraná.
Conta com uma área de 1.179 km², dos quais 852 km² são constituídos por mata nativa preservada, dentro do Parque Nacional do Iguaçu. Sua população em 2021, conforme estimativas do IBGE, era de 11 872 habitantes.

## Histórico
Na década de 1950, a região oeste do Paraná era de interesse de grandes empresas colonizadoras, exploradores de terras e madeireiras. Em 1952, a companhia Pinho e Terra instalou-se no local, trazendo trabalhadores, principalmente do Rio Grande do Sul.
Aos poucos a vila foi se formando pela força dos primeiros migrantes, que eram de origem alemã e italiana e que trouxeram também a cultura e a gastronomia para a nova localidade.
A emancipação ocorreu em 22 de dezembro de 1968.

## Toponímia
Consta que os trabalhadores, durante uma pausa no trabalho, levantaram a questão sobre o nome apropriado para cidade que estava a surgir. Foram sugeridos nomes como Ivete, filha de um dos migrantes, e Ibiapó, que em tupi-guarani significa "terra do trabalho". Mas, ao avistarem um clareira, encantaram-se com a beleza do céu, de um azul muito intenso, que contrastava com o verde das matas. Assim, como Céu Azul a localidade foi batizada.

## Economia
A economia do município é baseada no agronegócio, com destaque para a agricultura, principalmente soja, milho e trigo, atividade pecuária, como a leiteira, suinocultura, avicultura e alguma produção de ovinos e caprinos.

## Filhos ilustres
- Deola, futebolista